# Российское библейское общество
О других библейских обществах см. Библейские общества.
Росси́йское библе́йское о́бщество (сокр. РБО) — христианская внеконфессиональная организация, занимавшаяся распространением и переводом Библии, а также отдельных книг Ветхого Завета и Нового Завета на территории Российской империи; в настоящее время действует в Российской Федерации.

## Учреждение Российского библейского общества
Инициатива создания общества исходила от князя Александра Голицына, которая была одобрена императором Александром I 6 (18) декабря 1812. Первые «Правила Общества» предполагали: «<…> способствование к приведению в России в большее употребление Библий <…> без всяких на оное примечаний и пояснений; <…> обитателям Российского государства доставлять Библии <…> на разных языках, за самые умеренные цены, а бедным без всякой платы; <…> снабжать всякое христианское вероисповедание Библиями тех самых изданий, которые почитаются исправнейшими; доводить Библию до рук азиатских в России народов из магометан и язычников состоящих, каждому равномерно на его языке…»
Первое собрание Библейского общества состоялось в Санкт-Петербурге 11 (23) января 1813 в доме Голицына (Фонтанка, 20). Председательствовал сам князь Александр Голицын. Присутствовали представители всех основных христианских церквей в России.
- Православная российская церковь была представлена митрополитом Амвросием (Подобедовым), архиепископом Серафимом (Глаголевским), архимандритом Филаретом (Дроздовым) и протопресвитером Павлом Криницким;
- Римско-католическая церковь в России — митрополитом Станиславом Сестренцевич-Богушем;
- Англиканская церковь — пастором Питтом;
- Лютеранская церковь — пастором Сарептского братства Шейерлем;
- Реформатская церковь — пастором из Голландии Янсеном.

## Инициация Синодального перевода
28 февраля (11 марта) 1816 Александр I высочайшим указом поручил Святейшему Синоду осуществить перевод Нового Завета на русский язык. Святейший Синод перепоручил это дело Библейскому обществу, которое возложило осуществление перевода на ректора Санкт-Петербургской духовной академии архимандрита Филарета (Дроздова). Первым делом были переведены Евангелия:
- Евангелие от Матфея — бакалавр священник Г. Павский
- Евангелие от Марка — инспектор архимандрит Поликарп (Гойтанников)
- Евангелие от Луки — бакалавр архимандрит Моисей (Богданов-Платонов)
- Евангелие от Иоанна — архимандрит Филарет (Дроздов)

Назывались также имена инспектора Академии архимандрита Григория (Постникова) и бакалавра Академии архимандрита Кирилла (Богословского-Платонова). В конце 1817 года была издана десятитысячным тиражом, первая славяно-русская билингва Четвероевангелия; в 1819 году вышло третье издание.
К 1822 году были переведены Деяния и Послания Апостольские и вообще весь Новый Завет. На основании этих переводов впоследствии был создан Синодальный перевод Библии, используемый и поныне представителями большинства русскоязычных христианских конфессий. К 1825 году были переведены Псалтырь и Пятикнижие Моисеево.
В период с 1813 по 1826 годы было издано и распространено свыше 500 тысяч экземпляров Нового Завета и Библии на 41-м языке, в том числе свыше сорока тысяч экземпляров Нового Завета на русском языке.
Большую роль в продвижении текстов Библии на территории тогдашней России играли частные лица-распространители, среди которых: Мельвиль (шотландец, русские помнят его по имени Василий Иванович), Яков Деляков (ассириец), Отто Форхгамер (датчанин), Синклития Филиппова, Ян Тиденберг (эстонец), Юзеф Арнульф Гедройц (епископ жемайтский), Иван Голубев (распространял книги Св. Писания по азиатской части Российской империи и Туркестану), С. Васильев и Э. Синицын (в Москве и Подмосковье).
В 1824 году министром просвещения стал А. Шишков, который притормозил деятельность Библейского общества, назвав церковнославянский перевод «единственно допустимым на территории России». Председателем Библейского общества в мае 1824 года был назначен митрополит Серафим (Глаголевский) и в декабре того же года он представил государю Александру I доклад о связи Библейского общества с мистическими лжеучениями и о необходимости его закрытия. 12 (24) апреля 1826 под влиянием графа А. А. Аракчеева и его единомышленников император Николай I своим указом приостановил деятельность Общества «впредь до Высочайшего соизволения». Распоряжение имуществом РБО было возложено на Синод — книги Священного Писания, имевшиеся у РБО, были присоединены к книжным запасам Синода, типографские материалы переданы синодальным типографиям, а капиталы РБО причислены к типографским суммам духовного ведомства.

## Возобновление деятельности общества
Продолжателем дела Российского библейского общества по изданию и распространению Священного Писания стало Евангелическое Библейское Общество (ЕБО), устав которого был утверждён 2 (14) марта 1831 года. Руководство Евангелического Библейского Общества составили главным образом прежние члены РБО, по своим целям и задачам новое Общество вполне соответствовало РБО. ЕБО занималась изданием и распространением книг Священного Писания для российских протестантов, а православные верующие приобретали книги, изданные Святейшим Синодом.
10 (22) сентября 1856 Святейшим Синодом было принято единогласное решение по возобновлению работы Библейского общества. 5 (17) мая 1858 Александр II утвердил синодальное решение. К 1876 году был получен полный перевод Библии на русский язык.

### Языки переводов
К 1823 году Общество отчиталось об издании, переводах и распространении книг Библии на следующих языках: армянском, греческом, грузинском, калмыцком, карельском, латышском, молдавском, монгольском, немецком, персидском, польском, русском, самогитском (жемайтском), славянском, татарском, татаро-турецком (азербайджанском), финском, французском, черемисском, чувашском, эстонском (Ревельский и Дерптский диалекты). Общее количество книг превысило 876 тысяч экземпляров.

## Современное Российское библейское общество
Российское библейское общество (РБО) возобновило свою деятельность в 1990—1991 годах, сначала как Библейское общество СССР, а с 1991 года под своим историческим наименованием. Одним из основателей восстановленного РБО был протоиерей Александр Мень, первым президентом общества стал академик С. Аверинцев. Сначала оно выступало филиалом Международного библейского общества, которое стояло на позициях экуменизма и сообразовывало свою деятельность не только с христианскими церквями, но также иудаизмом. Аверинцева на посту председателя сменил православный иерей А. Борисов. Вице-президентом стал баптист Бычков. Общество ежегодно публикует более 1 млн экземпляров книг по библейской тематике и с 1995 года является участником международной ассоциации Объединённые библейские общества. В настоящее время действуют 3 региональных отделения организации: Петербургское, Сибирское, Владивостокское.
В 2007 году РБО совместно с Christian Mobile основало в России службу «Библия для мобильных телефонов», позволяющую скачивать книги Священного Писания на мобильные телефоны.
На состоявшемся в сентябре 2010 года общем собрании РБО состав правления общества был значительно обновлён. Камнем преткновения стал перевод В. Кузнецовой «Радостная весть», который контрастировал с переводом Ветхого Завета М. Селезнёва. По инициативе исполнительного директора Анатолия Руденко председатель А. Борисов был отстранён, из правления вышел С. Ряховский. Новым президентом РБО была избрана В. Чубарова.
1 июня 2011 года общество выпустило в свет полную Библию в современном русском переводе. Публикации отдельных книг проводились с 1999 по 2005 годы. В 2015 году было выпущено второе издание перевода.